# 詹姆斯·卡梅隆作品名单

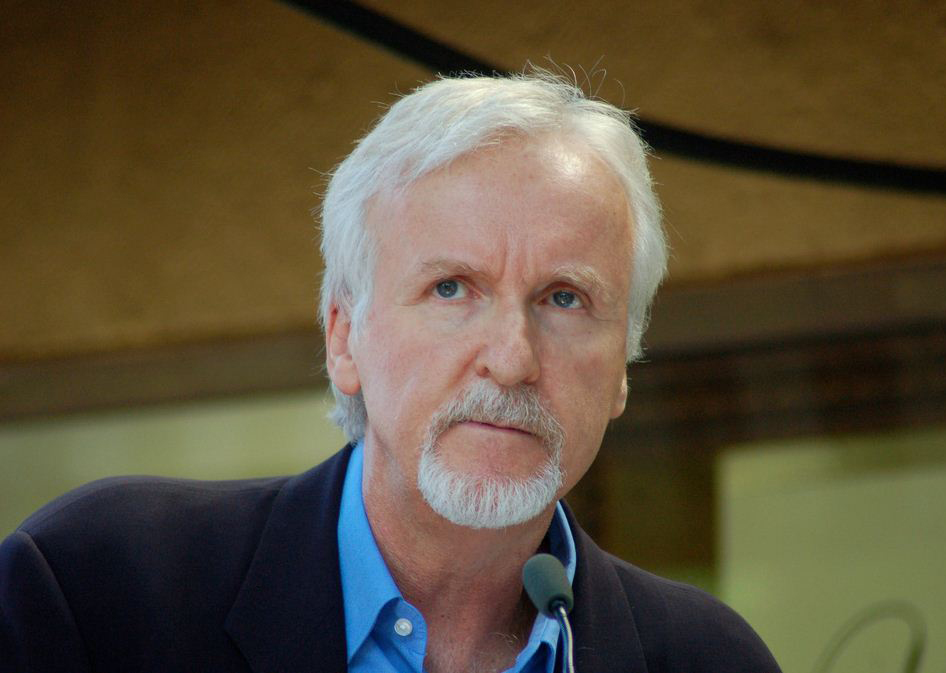
2012年，詹姆斯·卡梅隆在制片人盖尔·安妮·赫德入选好莱坞星光大道的仪式上演讲

詹姆斯·卡梅隆是加拿大电影导演、编剧兼制片人，在电影和电视领域有广泛涉猎。卡梅隆的处女作是1978年的科幻短片《克赛诺起源》（Xenogenesis），他亲自担任导演、编剧和制片人。卡梅隆从业早期做过各种技术性工作，如视觉特技制作、梳妆台助手、亚光画师和摄影师。他导演的首部长片电影是1981年上映的《食人鱼2：繁殖》（Piranha II: The Spawning）。接下来他又执导了1984年的科幻动作惊悚片《终结者》，阿诺·施瓦辛格主演，这是两人的首度合作，也是卡梅隆的成名作。1986年，他编剧并导演的科幻动作续集电影《异形2》上映，出演前作的西格妮·韦弗再次担任女主角。接下来他又导演了另一部科幻片《深渊》。1991年，卡梅隆推出《终结者》的续集《终结者2：审判日》，施瓦辛格回归出演男主角，这年他还为动作犯罪片《惊爆点》担任执行制片人。3年后，卡梅隆执导了第3部由施瓦辛格主演的电影《真实的谎言》。
1997年，编剧、导演并亲自担任制片人的爱情灾难片《泰坦尼克号》上映，全球票房超过18.4亿美元，刷新了世界电影票房纪录。卡梅隆则在第70届奥斯卡颁奖典礼上获得最佳影片、导演和剪辑3项大奖。影片一共得到14项提名，追平了1950年的剧情片《彗星美人》所创纪录；最终11项获奖又追平了1959年史诗剧情片《賓漢》的纪录。卡梅隆还在第55届金球奖角逐中拿下了最佳影片奖（正剧类）和最佳导演奖。接下来他导演并监制了两部水下题材纪录片，分别是2003年的《深渊幽灵》（Ghosts of the Abyss）和2005年的《深海异形》（Aliens of the Deep）。2009年的3科幻片《阿凡达》是卡梅隆自《泰坦尼克号》后执导的首部长片电影，刷新了前作保持十余年的世界电影票房纪录，截至2014年，这一纪录仍然保持。《阿凡达》在第82届奥斯卡金像奖角逐中获得9项提名，最终在3个技术类奖项上胜出。卡梅隆还在第67届金球奖角逐中再度赢得最佳导演和最佳影片奖（正剧类）。此后他先后在多部影片制作过程中出任执行制片人，分别是2011年的《夺命深渊》和2012年的《太阳马戏团：遥远的世界》（Cirque du Soleil: Worlds Away），还有2014年的纪录片《深海挑战者号3D》（Deepsea Challenge 3D）。
卡梅隆首次现身电视荧屏是1998年的情景喜剧《我为卿狂》（Mad About You）。两年后，他担任执行制片人的科幻题材电视剧《末世黑天使》在美国播出，该剧由杰西卡·阿尔芭主演。2005年，他在两部有关泰坦尼克号沉船事故的纪录片中亮相，分别是《泰坦尼克号的最后谜团》（Last Mysteries of the Titanic）和《托尼·罗宾逊的泰坦尼克号历险记》（Tony Robinson's Titanic Adventure）。同年，卡梅隆还在喜剧剧集《明星伙伴》中以真实身份出镜，此后又为两部圣经题材纪录片担任执行制片人，分别是2006年的《解密出埃及记》（The Exodus Decoded）和2007年的《失落的耶稣之墓》（Lost Tomb of Jesus）。2012年，他担任执行制片人并在其中出镜的《詹姆斯·卡梅隆：再见泰坦尼克》发行，这已是他参与制作的第3部和泰坦尼克号有关的纪录片。两年后，卡梅隆担任气象变化题材电视剧《多灾凶年》（Years of Living Dangerously）面世，该剧获得黄金时段艾美奖杰出纪录片或非虚构类剧集奖。

## 电影

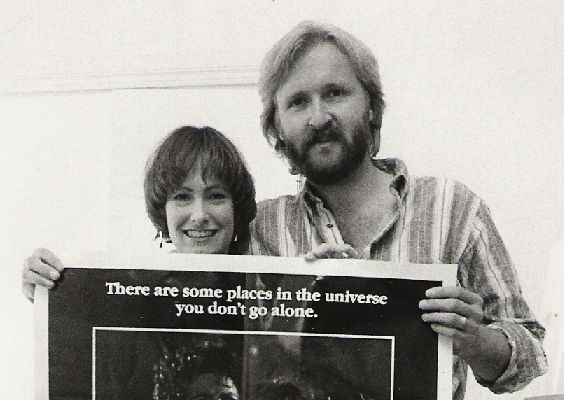
卡麥隆（右）与《异形2》的制片人盖尔·安妮·赫德（摄于1986年），两人当时还是夫妻。

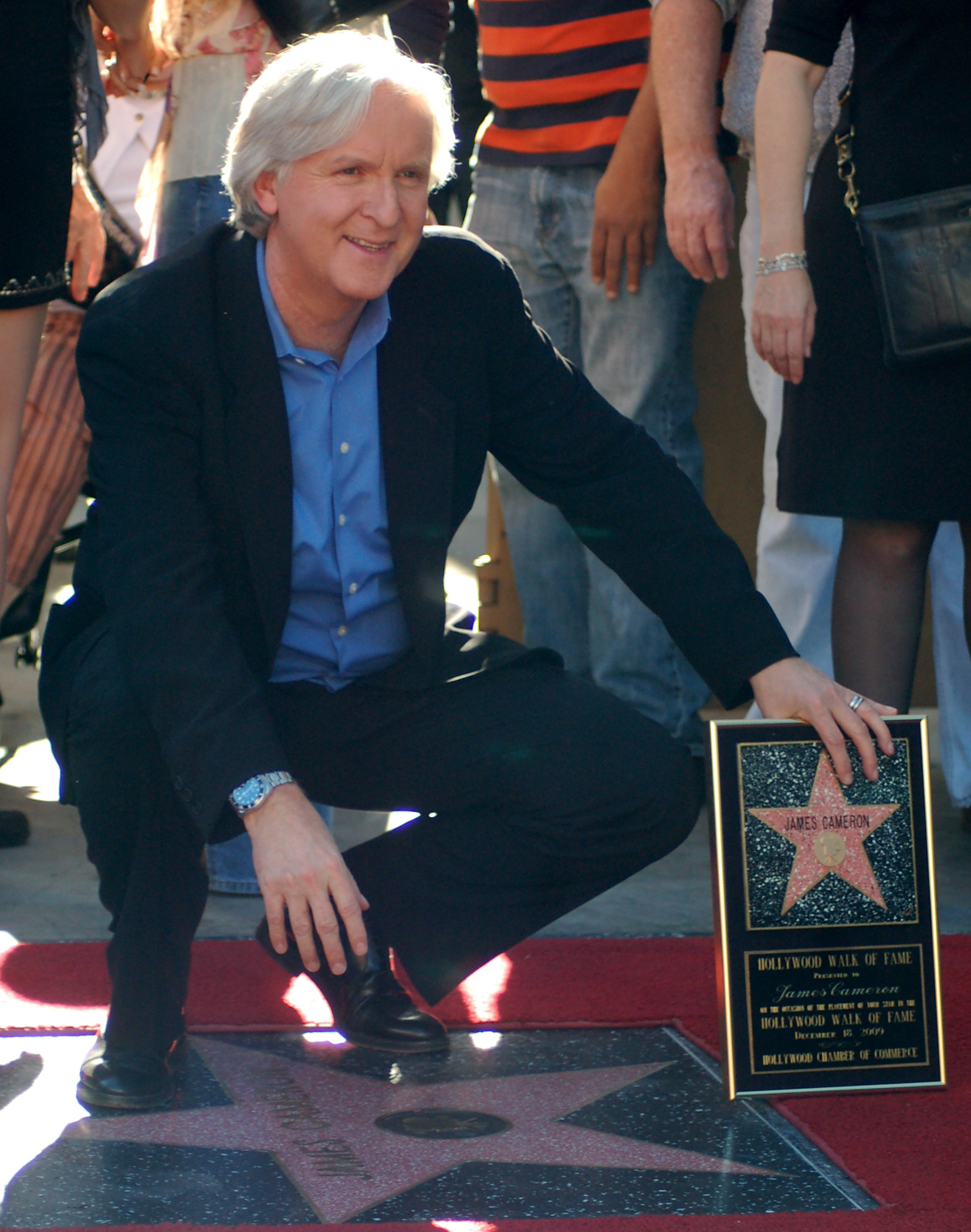
2009年，卡梅隆在好莱坞星光大道上有了一颗五角星

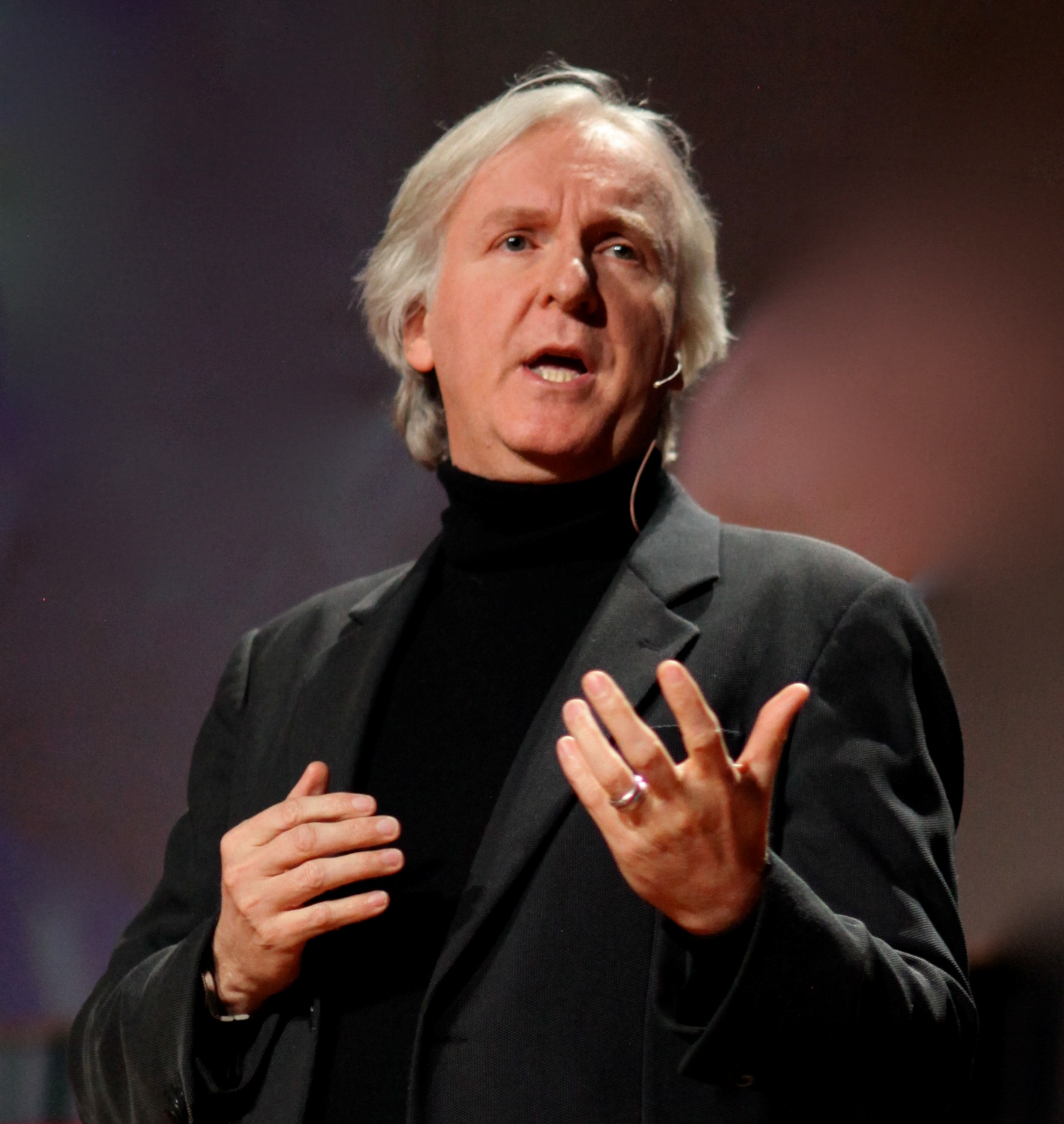
卡梅隆在2010年TED大会上演说

| 片名                           | 年份 | 职务 | 职务 | 职务   | 职务 | 说明                                                 | 来源                 |
| 片名                           | 年份 | 导演 | 编剧 | 制片人 | 其他 | 说明                                                 | 来源                 |
| ------------------------------ | ---- | ---- | ---- | ------ | ---- | ---------------------------------------------------- | -------------------- |
| 《克赛诺起源》                 | 1978 | 是   | 是   | 是     | 是   | 短片 视觉效果制作                                    | [ 1 ]                |
| 《生日快乐，双子座》           | 1980 |      |      |        | 是   | 梳妆台助手                                           | [ 22 ]               |
| 《世纪争霸战》                 | 1980 |      |      |        | 是   | 摄影师、艺术指导设计师、微缩模型设计师               | [ 23 ]               |
| 《纽约大逃亡》                 | 1981 |      |      |        | 是   | 视觉特技摄影师、亚光画师                             | [ 24 ]               |
| 《杀出银河系》                 | 1981 |      |      |        | 是   | 第二摄制组导演、艺术指导设计师                       | [ 25 ]               |
| 《食人鱼2：繁殖》              | 1981 | 是   | 是   |        |      |                                                      | [ 26 ]               |
| 《机器人》                     | 1982 |      |      |        | 是   | 设计顾问                                             | [ 27 ]               |
| 《终结者》                     | 1984 | 是   | 是   |        |      |                                                      | [ 28 ]               |
| 《第一滴血2》                  | 1985 |      | 是   |        |      |                                                      | [ 29 ]               |
| 《异形2》                      | 1986 | 是   | 是   |        |      |                                                      | [ 30 ]               |
| 《深渊》                       | 1989 | 是   | 是   |        |      |                                                      | [ 31 ]               |
| 《终结者2：审判日》            | 1991 | 是   | 是   | 是     |      |                                                      | [ 32 ]               |
| 《惊爆点》                     | 1991 |      |      | 是     |      | 执行制片人                                           | [ 33 ]               |
| 《真实的谎言》                 | 1994 | 是   | 是   | 是     |      |                                                      | [ 34 ]               |
| 《末世纪暴潮》                 | 1995 |      | 是   | 是     |      |                                                      | [ 35 ]               |
| 《泰坦尼克号》                 | 1997 | 是   | 是   | 是     | 是   | 剪辑师、摄影指导                                     | [ 36 ]               |
| 《第六感女神》                 | 1999 |      |      |        | 是   | 以自己的真实身份客串出镜                             | [ 37 ]               |
| 《强盗美眉》                   | 2001 |      |      |        | 是   | 客串出演记者                                         | [ 38 ]               |
| 《飞向太空2002》               | 2002 |      |      | 是     |      |                                                      | [ 39 ]               |
| 《深渊幽灵》                   | 2003 | 是   | 是   | 是     | 是   | 纪录片 以真实身份出镜 主导设计了片中采用的摄像机系统 | [ 40 ] [ 41 ]        |
| 《终结者3》                    | 2003 |      |      |        | 是   | 编剧（角色创作）                                     | [ 42 ]               |
| 《深海底火山》                 | 2003 |      |      | 是     |      | 版本的执行制片人                                     | [ 43 ]               |
| 《电影剪接的魔力》             | 2004 |      |      |        | 是   | 纪录片 以真实身份出镜                                | [ 44 ]               |
| 《深海异形》                   | 2005 | 是   |      | 是     | 是   | 纪录片 以真实身份出镜 摄影师                         | [ 45 ] [ 46 ] [ 47 ] |
| 《探险家：从泰坦尼克号到月球》 | 2006 |      |      |        | 是   | 纪录片 以真实身份出镜                                | [ 48 ]               |
| 《终结者2018》                 | 2009 |      |      |        | 是   | 编剧（角色创作）                                     | [ 49 ]               |
| 《阿凡达》                     | 2009 | 是   | 是   | 是     | 是   | 剪辑                                                 | [ 50 ]               |
| 《夺命深渊》                   | 2011 |      |      | 是     |      | 执行制片人                                           | [ 51 ]               |
| 《阴阳相成》                   | 2012 |      |      |        | 是   | 纪录片 以真实身份出镜                                | [ 52 ]               |
| 《太阳马戏团：遥远的世界》     | 2012 |      |      | 是     |      | 执行制片人                                           | [ 53 ]               |
| 《深海挑战者号3》              | 2014 |      |      | 是     | 是   | 纪录片 执行制片人 以真实身份出镜                     | [ 54 ]               |
| 《魔鬼終結者：創世契機》       | 2015 |      |      |        | 是   | 编剧（角色创作）                                     | [ 55 ]               |
| 《艾莉塔：戰鬥天使》           | 2019 |      | 是   | 是     |      |                                                      | [ 56 ]               |
| 《未來戰士：黑暗命運》         | 2019 |      | 是   | 是     |      |                                                      | [ 57 ]               |
| 《六人-鐵達尼上的中國倖存者》  | 2021 |      |      | 是     | 是   | 纪录片 执行制片人 以真实身份出镜                     | [ 58 ]               |
| 《阿凡達：水之道》             | 2022 | 是   | 是   | 是     | 是   | 剪輯                                                 | [ 59 ]               |
| 《阿凡達：火與燼》             | 2025 | 是   | 是   | 是     | 是   | 剪輯                                                 | [ 59 ]               |

## 电视
| 片名                              | 年份      | 角色           | 电视频道       | 说明                                        | 来源          |
| --------------------------------- | --------- | -------------- | -------------- | ------------------------------------------- | ------------- |
| 《我为卿狂》                      | 1998      | 以真实身份出镜 | 全国广播公司   | 季终集                                      | [ 60 ]        |
| 《末世黑天使》                    | 2000−2002 | —              | 福克斯广播公司 | 执行制片人 《奇异国家》一集的导演           | [ 61 ]        |
| 《重返俾斯麦战舰》                | 2002      | —              | 探索频道       | 导演兼制片人                                | [ 62 ]        |
| 《泰坦尼克号的最后谜团》          | 2005      | 以真实身份出镜 | 探索频道       | 导演兼制片人 纪录片                         | [ 63 ] [ 64 ] |
| 《明星伙伴》                      | 2005−06   | 以真实身份出镜 |                | 《太阳舞小子》 《蝙蝠成年礼》 《深渊》 《》 | [ 65 ]        |
| 《托尼·罗宾逊的泰坦尼克号历险记》 | 2005      | 以真实身份出镜 | 第四台         | 纪录片                                      | [ 66 ] [ 67 ] |
| 《解密出埃及记》                  | 2006      | —              | 历史频道       | 执行制片人 纪录片                           | [ 68 ]        |
| 《失落的耶稣之墓》                | 2007      | —              | 探索频道       | 执行制片人 纪录片                           | [ 69 ]        |
| 《终结者外传》                    | 2008−09   | —              | 福克斯广播公司 | 编剧（角色创作）                            | [ 70 ]        |
| 《詹姆斯·卡梅隆：再见泰坦尼克》   | 2012      | 以真实身份出镜 | 国家地理频道   | 纪录片                                      | [ 71 ]        |
| 《詹姆斯·卡梅隆：地心游记》       | 2012      | 以真实身份出镜 | 国家地理频道   | 纪录片                                      | [ 72 ]        |
| 《探索的新时代：国家地理125》     | 2013      | 以真实身份出镜 | 国家地理频道   |                                             | [ 71 ] [ 73 ] |
| 《多灾凶年》                      | 2014      | —              | 娱乐时间       | 执行制片人 纪录片剧集                       | [ 74 ]        |
| 《詹姆斯·卡梅隆的科幻故事》       | 2018      | 以真实身份出镜 | AMC            | 执行制片人、主持人 纪录片剧集               |               |